# Biodun Stephen
Biodun Stephen es una cineasta, escritora y productora nigeriana.

## Biografía
Stephen está casada. Es alumna de la Universidad Obafemi Awolowo, donde estudió filosofía. Posteriormente, se sometió a una formación práctica en producción cinematográfica en la London Film Academy.

## Carrera
Stephen comenzó su carrera cinematográfica en 2014, con el lanzamiento de The Visit. La película fue elogiada por su elenco así como por la historia y originalidad, recibiendo dos nominaciones en los premios Africa Magic Viewers Choice Awards 2016 en Lagos. Durante una entrevista con Tribune sobre varias facetas de su carrera, recordó que la actuación fue su "primer amor", pero no tuvo un gran avance, de ahí su decisión de mejorar adquiriendo nuevas habilidades en el extranjero. Describe la provisión de una plataforma para comunicarse con el mundo como su motivación para profundizar en la realización de películas. En 2017, su película, Picture Perfect recibió cinco nominaciones y ganó dos premios en los Best of Nollywood Awards 2017, en las categorías de mejor actor principal (Bolanle Ninalowo) y mejor uso de la comida en una película. También ganó el premio a la mejor directora en los Premios Maya 2016. En declaraciones a Guardian sobre el origen de sus historias de amor, declaró: "Me inspiro en mis experiencias, mis dolores, mis alegrías, los momentos tristes de mi vida y de las personas que me rodean". Por su desempeño en Tiwa's Baggage, fue nominada a mejor directora en los City People Movie Awards 2018. En agosto de 2018, Guardian recomendó su película Seven and Half Dates para ver el fin de semana. En una entrevista con "Nigerian Tribune", recordó que ser nominada para AMVCA ha sido su momento de mayor logro y le brindó la confianza para continuar haciendo cine. Describe a Emem Isong y Mary Njoku como personas del sector cinematográfico que la inspiran. Su habilidad artística ha sido destacada por los críticos de cine.

## Filmografía
| Año  | Película               | Notas |
| ---- | ---------------------- | --- |
| 2015 | The Visit              | Productora. Obtuvo 2 nominaciones en los Africa Magic Viewers Choice Awards 2016                                        |
| 2016 | Picture Perfect        | Escritora y productora. Ganó dos premios Best of Nollywood Awards 2017                                                  |
| 2016 | Happy Ending           | Escritora. Protagonistas Lilian Afegbai y Chika Ike                                                                     |
| 2017 | Glimpse                | Directora, productora y escritora. Protagonistas Bisola Aiyeola y Okey Uzoeshi.                                         |
| 2017 | Tiwa's Baggage         | Directora, productora y escritora. Nominada como directora del año en los City People Movie Awards 2018                 |
| 2017 | Sobi's Mystic          | Directora y escritora                                                                                                   |
| 2017 | Ovy's Voice            | Productora y escritora. Protagonistas Mofe Duncan, Shaffy Bello, Bisola Aiyeola y Uche Ogbodo                           |
| 2017 | Tough Love             | Directora y productora. Starred Bolaji Ogunmola, Joshua Richard                                                         |
| 2018 | Seven and Half Dates   | Directora. Guion de Joy Isi Bewaji, producida por Toyin Abraham y protagonizada por Mercy Johnson, Ali Nuhu y Jim Iyke. |
| 2018 | All Shades of Wrong    | Directora y escritora. Protagonistas Femi Jacobs y Bimbo Ademoye                                                        |
| 2018 | The Ghost and the Tout | Asistente del director. Producida por Toyin Abraham                                                                     |
| 2018 | Ehi's Bitters          | Directora, productora y escritora. Protagonistas Fathia Balogun y Deyemi Okanlawon                                      |
| 2018 | Last Days              | Directora. Protagonistas Susan Peters, Vivian Metchie, Bimbo Ademoye y Funsho Adeolu                                    |
| 2019 | Looking For Baami      | Directora, productora y escritora. Protagonistas Bimbo Ademoye y Femi Jacobs                                            |